# Легенде сутрашњице
Легенде сутрашњице (енгл. Legends of Tomorrow) америчка је суперхеројска телевизијска серија чији су аутори Грег Берланти, Марк Гугенхајм, Ендру Крајсберг и Фил Клемер. Темељи се на ликовима из DC Comics-а и четврта је серија у Универзуму Стреле. Серију је приказивао The CW од 21. јануара 2016. до 2. марта 2022. године, а у Србији Netflix од 10. јуна 2017. до 10. марта 2022. године и Sci Fi од 3. маја 2021. године.

## Радња
Тајанствени „господар времена” из будућности уједињује необичну групу суперхероја и злочинаца како би спасили свет од моћног зла.

## Улоге
- Виктор Гарбер као Марк Штајн / Фајерсторм
- Брандон Раут као Реј Палмер / Атом
- Артур Дарвил као Рип Хантер
- Кејти Лоц као Сара Ланс / Вајт Канари
- Франц Драмех као Џеферсон „Џекс” Џексон / Фајерсторм
- Сијера Рене као Кенда Сондерс / Хокгерл
- Фолк Хенчел као Картер Хол / Хокмен
- Ејми Пембертон као Гидеон
- Доминик Персел као Мик Рори / Хит Вејв
- Вентворт Милер као Леонард Снарт / Капетан Колд
- Мет Лечер као као Иобард Тон / Реверс Флеш
- Мејси Ричардсон Селерс као Амаја Џиве / Виксен
- Ник Зано као Нејт Хејвуд / Стил
- Тала Еш као Зари Томас
- Кејнан Лонсдејл као Воли Вест / Кид Флеш
- Џес Макалан као Ејва Шарп
- Мет Рајан као Џон Константин
- Кортни Форд као Нора Дарк
- Рамона Јанг као Мона Ву
- Оливија Свон као Астра Лоуг
- Адам Цехман као Гари Грин
- Шејан Собијан као Бехрад Тарази
- Лисет Чавез као Есперанза „Спунер” Круз

## Епизоде
| Сезона | Сезона | Епизоде | Епизоде | Оригинално емитовање | Оригинално емитовање |
| Сезона | Сезона | Епизоде | Епизоде | Премијера            | Финале               |
| ------ | ------ | ------- | ------- | -------------------- | -------------------- |
|        | 1.     | 16      | 16      | 21. јануар 2016.     | 19. мај 2016.        |
|        | 2.     | 17      | 17      | 13. октобар 2016.    | 4. април 2017.       |
|        | 3.     | 18      | 18      | 10. октобар 2017.    | 9. април 2018.       |
|        | 4.     | 16      | 16      | 22. октобар 2018.    | 20. мај 2019.        |
|        | 5.     | 14      | 14      | 21. јануар 2020.     | 2. јун 2020.         |
|        | 6.     | 15      | 15      | 2. мај 2021.         | 5. септембар 2021.   |
|        | 7.     | 13      | 13      | 13. октобар 2021.    | 2. март 2022.        |